# Эрмис (футбольный клуб)
Футбольный клуб «Эрмис» (греч. Ερμής Αραδίππου) — кипрский футбольный клуб из города Арадипу. Образован в 1958 году. Домашние матчи проводит на стадионе «Арадиппу». Цвета клуба — красные. Долгое время соперничает с клубом Омония.

## Достижения
- Победитель Второго дивизиона (3): 1982/83, 1984/85, 2008/09
- Финалист Кубка Кипра: 2013/14
- Обладатель Суперкубка Кипра: 2014

## Выступления в еврокубках
| Сезон     | Турнир           | Раунд     | Противник | Дома | В гостях | Итого |
| --------- | ---------------- | --------- | --------- | ---- | -------- | ----- |
| 2014/2015 | Лига Европы УЕФА | 3-й раунд | Янг Бойз  | 0:2  | 0:1      | 0:3   |

## Тренеры
- Душан Митошевич[англ.] (2009—2010)
- Димитрис Иоанну (2010, и. о.)
- Жуан Карлуш Перейра[англ.] (2010—2011)
- Панайотис Хиуруппас[англ.] (2011)
- Никос Панайоту (2013—2014)
- Никодимос Папавасилиу (2014—2015)
- Митчелл ван дер Гааг (2015)
- Яннис Оккас (2015)
- Павлос Дермицакис[англ.] (2015)
- Никос Панайоту (2015—2017)